# Partit Socialdemòcrata de Bòsnia i Hercegovina
El Partit Socialdemòcrata de Bòsnia i Hercegovina (bosnià Socijaldemokratska Partija Bosne i Hercegovine) és un partit polític de Bòsnia i Hercegovina, d'ideologia socialdemòcrata i tarannà multiètnic. El partit és el successor de la Lliga dels Comunistes de Bòsnia i Hercegovina, i va ser ampliat dels Socijaldemokrati BiH. L'actual president del partit és Zlatko Lagumdžija, l'exministre d'Afers Exteriors de Bòsnia.

## Resultats electorals
A les eleccions generals de Bòsnia i Hercegovina de 2006, el partit va obtenir:
- 5 de 42 escons a la Cambra de Representants de Bòsnia i Hercegovina.
- 17 dels 98 escons a la Cambra de Representants de la Federació de Bòsnia i Hercegovina
- 1 de 83 escons a l'Assemblea Nacional de la República de Sèrbia.
- 11 dels 35 escons a l'assemblea del cantó de Tuzla
- 6 dels 30 escons a l'assemblea del cantó d'Una-Sana
- 7 dels 35 escons a l'assemblea del Cantó de Sarajevo
- 6 dels 25 escons a l'assemblea del cantó de Podrinje Bosnià
- 5 dels 35 escons a l'assemblea del cantó de Zenica-Doboj
- 3 out of 30 seats in the assembly of the Central Bosnia Canton 3 dels 30 escons a l'assemblea del Cantó de Bòsnia Central
- 2 de 30 escons a l'Assemblea del cantó d'Hercegovina-Neretva
- 2 de 21 escons a l'assemblea del cantó de Posavina
- 1 de 10 escons a l'Assemblea del Cantó 10
- El partit no va guanyar cap dels 23 escons a l'Assemblea de Cantó d'Hercegovina Occidental

A les eleccions locals de 6 d'octubre de 2008 (per a escollir l'alcalde i el consell de la ciutat) el partit va superar les seves pròpies expectatives. També a Bosanska Krupa un candidat independent, Armin Halitović, va obtenir l'alcaldia amb suport del partit. El SDP té 9 alcaldies en l'actualitat.